# Isaac J. Barrera
Isaac Jesús Barrera Quiroz (Otavalo, 4 de febrero de 1884 - Quito, 29 de junio de 1970) fue un crítico literario, historiador, periodista y catedrático. Su vida se desarrolló alrededor de estas cuatro disciplinas en las que fue un exponente destacado. Se caracterizó por ser un escritor prolífico que vivió en los años posteriores a la revolución liberal de Ecuador, siendo testigo de los importantes cambios políticos. Además también sería testigo del desarrollo literario durante el siglo XX como fueron el modernismo con la generación decapitada, el arielismo de Gonzalo Zaldumbide y el realismo social impulsado por el Grupo de Guayaquil y la Casa de la Cultura. Ante todo esto Barrera escribiría importantes libros de historia tanto política como literaria, siendo un miembro importante de las principales instituciones históricas y culturales de su país.  

## Biografía

### Primeros años
Isaac J. Barrera nació en la provincia de Imbabura, en la ciudad de Otavalo el 4 de febrero de 1884. Sus padres fueron Estanislao Barrera Nicolaide y Tomasa Quiroz Moreno. Su familia se dedicaba al comercio y al cultivo del campo cerca de la comunidad indígena de Otavalo. Su madre, Tomasa había quedado viuda de un anterior matrimonio antes de casarse con Estanislao. Juntos tuvieron tres hijos pero solo sobrevivió Isaac. De su padre heredó la fuerza y constancia en el trabajo, ya labraba el campo. En cambio por su madre mostraría siempre un profundo sentido de responsabilidad, que marcaría su vida. Estudió en el Colegio San Gabriel, de los jesuitas ubicado en Quito, donde logró entrar a pesar de sus pocas posibilidades debido a una beca que recibió del Ministerio de Instrucción Pública. Ahí conocería a Gonzalo Zaldumbide con quien a pesar de los diferentes trasfondos sociales entablarían una amistad que duraría el resto de su vida. Dos años después de haber ingresado tuvo que regresar a su ciudad natal Otavalo, por razones económicas. Un año más tarde para dificultar más la situación falleció su padre. Por estas razones, tuvo muchas necesidades durante su infancia y juventud, sin embargo sería a través de la literatura donde encontraría un camino a su difícil vida.
Siempre mostró interés por la lectura y tempranamente empezó a acumular escritos en periódicos. Esto si bien le abrió puertas, también le metió en problemas, especialmente por un artículo publicado contra el Comisario Sr. Mena del Campo, por el que fue enviado a la cárcel en Quito. Salió en tres días gracias al esfuerzo de sus familiares. Sin embargo, no todo fue en vano ya que en este lugar conoció al sociólogo Belisario Quevedo con quien mantendría amistad y a quien más tarde prologaría su "Historia Patria". En 1909 conocería a quien sería su esposa Carmen de Barrera, una mujer con quien compartía su gusto por la cultura y los libros. Juntos tendrían tres hijos Jaime, Inés y Eulalia.

### Los inicios y el modernismo
Sus escritos empezaron a ser publicados en diarios. El primero fue "El Ecuador" en 1909 y un año después empieza su colaboración fructífera en el diario "El Comercio" donde inauguró la sección literaria con una serie de estudios sobre el modernismo. De esta manera empezaba su larga carrera como crítico literario. Gracias a esto comenzó a relacionarse con los poetas modernistas de la época, principalmente con el iniciador de esta corriente literaria, Arturo Borja. A pesar de sus aficiones literarias, sus trasfondos sociales eran distintos. No obstante, Isaac fue aceptado dentro del grupo de poetas y de esta manera, su talento fue reafirmado. 

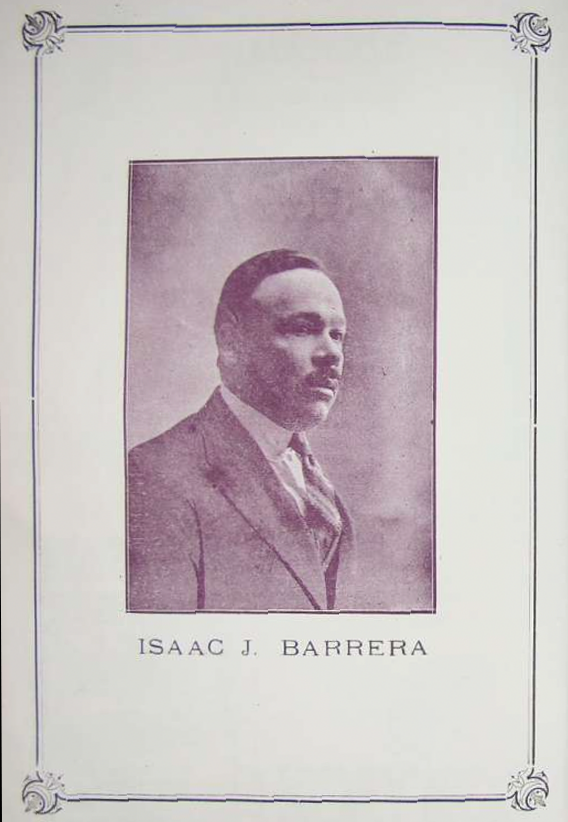
Isaac J. Barrera retratado en la [https://corporaciongrupoamerica.com/descargar-revista-america/ Revista América

Isaac fue uno de los fundadores de la revista "Letras", con el resto de poetas Arturo Borja, Ernesto Noboa y Caamaño y Francisco Guarderas. La dirigió por seis años desde 1913 a 1919. En esta revista las publicaciones eran principalmente modernistas, en el estilo inaugurado en Latinoamérica por Rubén Darío y José Asunción Silva. Sin embargo, debido a la expresión tardía que tuvo este tipo de literatura en Ecuador, la revista fue evolucionando hacia nuevas formas de escribir incluyendo a la postre estilos cercanos al  naturalismo, más influido por Estados Unidos en contraste con el modernismo, más bien francés. Isaac usaba el seudónimo J. Collahuazo en honor al escritor otavaleño del siglo XVIII. Además también escribía bajo los nombres “Juan Rivera.” Jesús Quijada,” o “Fernando Soto G,”. Su participación tan activa en esta revista le hizo un nombre dentro del mundo literario de Ecuador y fue el primer gran paso de su larga carrera. 
En 1925 fundó el semanario político "El Sol". Al igual que Rodó fue gran admirador de Juan Montalvo y dos años más tarde escribió su “Epistolario de Montalvo”, con el objetivo de tener una visión más integral de un autor polémico por sus posturas religiosas. Estuvo muy influenciado por el Arielismo y en 1928 publicó su "Libro de Lecturas" cargado de americanismo y valorización del mundo clásico. En 1930 le encargaron temporalmente la cátedra de Historia de América en la Facultad de Filosofía de la Universidad Central. Desde este momento empieza a ampliar su carrera que había empezado como crítico literario para también incluir la historia, lo que le daría un gran empuje. 

### Historia y literatura
La etapa cumbre de su carrera se dio cuando logró ingresar a la Academia Ecuatoriana de la Lengua, fue presidente de la Academia Nacional de Historia y elegido miembro de la Casa de la Cultura Ecuatoriana. Todo esto giró alrededor de su momento más prolífico que estuvo compuesto por varias publicaciones extensas donde condensaba la crítica literaria y la historia de una manera magistral. Empezó en 1932 cuando entró a la Academia Ecuatoriana de la Lengua y fue elegido como profesor principal de Literatura de la Universidad Central. Desde entonces empezó a desarrollar las ideas y conseguir los recursos para escribir su obra cumbre la "Historia de la Literatura Ecuatoriana". Para ello, sin embargo, publicó otros libros mientras tanto como fue “Tres estudios literarios. Goethe, Montalvo, Mera” o también "Literatura Hispanoamericana".
A lo largo de su carrera fue un admirador del Siglo de Oro español, en 1934 publicó “Estudios de Literatura Castellana”, complementándolo con una publicación sobre las letras en Ecuador con “Los Grandes Maestros de la Literatura Nacional". Su trabajo le generó reconocimiento y se convirtió en el fundador del Instituto Cultural Ecuatoriano. Por su perfil erudito, sus conocimientos de historia y su amor por la literatura fue una pieza clave en la publicación de los primeros cuatro tomos de escritores clásicos del Ecuador, proyecto empezado por el gran poeta, historiador, traductor y fundador de la Universidad Católica del Ecuador, Aurelio Espinosa Pólit.
Por pedido de la Academia de la Lengua dedicó sus esfuerzos a su obra principal que entre 1944 y 1950 fue finalmente publicada con el título de  “Historia de la Literatura Ecuatoriana.” Con esto logró su último gran hito al ser nombrado miembro de la Casa de la Cultura en el año 1955. Sin embargo, a pesar de su talento, sus posiciones políticas también habían afectado su carrera. En la primera mitad del siglo XX, en el Ecuador había cobrado fuerza el pensamiento indigenista, de la mano de autores como Pio Jaramillo Alvarado o Jorge Icaza. No cabe duda de que por el tipo de publicaciones de Isaac, siempre orientados hacia la historia, autores clásicos del Siglo de Oro, el movimiento modernista o el arielismo, su obra no era fácilmente clasificable dentro de esta nueva ideología. Además de esto, su posición neutral frente al presidente Arroyo del Río tampoco ayudó mucho. Sin embargo, al final su talento fue reconocido y supo ganarse el aprecio de personas que pensaban diferente a él o que venían de trasfondos culturales distintos.

### Estilo literario

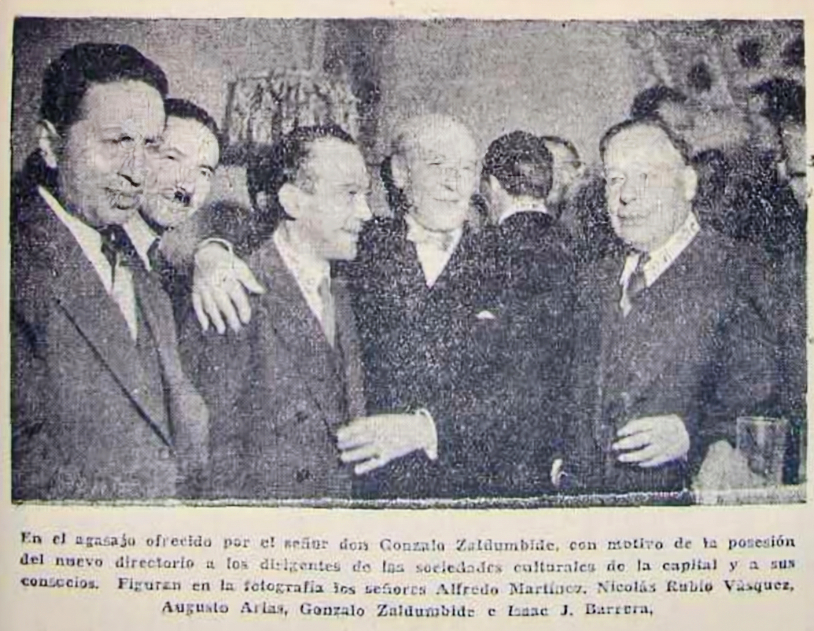
Isaac J. Barrera junto a Gonzalo Zaldumbide

Isaac fue una persona disciplinada, a veces rígida, con una ética de trabajo fuerte que la volcó hacia sus abundantes lecturas y su escritura prolífica. Por eso, su perfil fue adecuado para ser un escritor erudito que lo hizo destacar como crítico e historiador de la literatura, algo que logró reconocer ya que también había probado suerte con publicaciones teatrales y pequeñas novelas que no tuvieron la trascendencia del resto de su obra. A pesar de sus orígenes humildes y la corriente indigenista de esa época, Isaac fue más bien un amante del mundo clásico. Citaba a Dante, cuando se daba la ocasión, admiraba a Montalvo y la literatura del Siglo de Oro, a la que dedicó un libro de ensayos en 1964: "Al margen de mis lecturas: de Cervantes a Montalvo” donde trata temas sobre la prosa cervantina, los estudios históricos de Menéndez y Pelayo y la obra de Juan Montalvo. Adicional a esto publicó un estudio estilístico sobre el lenguaje en "Unidad y pureza de la lengua en España y América", siendo esta una de sus últimas publicaciones realizada en 1972 en la ciudad de Quito. No obstante, a pesar de sus preferencias, la obra de Isaac nunca se limitó en su temática y además colaboró en la publicación de un estudio de "Poesía Popular Alcances y Apéndices" como parte de la colección editada bajo el nombre "Biblioteca Ecuatoriana Mínima" en donde analiza poesía quichua que se ha escrito en ese país, ya sea por autores indígenas como mestizos, así como también cantos populares de Ecuador.

### Carrera política
Además de su actividad literaria, su fama le había hecho involucrarse en la política y en cargos públicos. Fue Subsecretario de la Dirección de Obras Públicas. Fue Diputado por Imbabura en 1920. También fue Jurado suplente por la provincia de Pichincha y Vocal del consejo escolar de la misma provincia. Durante esta época y ya asentado en la capital de Ecuador, ganó mucha popularidad con su publicación “Quito Colonial, siglo XVIII a comienzos del siglo XX".
Barrera vivió parte de las consecuencias del estallido de la revolución liberal cuando era niño y empezó a compartir sus principios. Su escrito más claro, aunque breve, sobre su postura política se encuentran en el ensayo "La Prensa en el Ecuador", donde a pesar del título, la obra desarrolla sus opiniones sobre el liberalismo como ideología, la importancia de la libertad de expresión, y la distinción necesaria entre el partido político liberal y las ideas de libertad. En esta obra, Isaac reflexionaba:

Si la democracia liberal era la instauración de una ideología, también debía ser de un procedimiento; la tarea del luchador había terminado desde el momento en que el liberalismo estaba en el gobierno del pueblo, para comprobar con hechos la bondad de su doctrina. Tenía que establecer ante todo la alternabilidad en las funciones, para salir por fin de la eterna pesadilla de las dictaduras, que nos habían retrasado en décadas. Había que demostrar que la ley era una condición de libertad.
Isaac J. Barrera - Libertad de Prensa

Siempre mantuvo reservas sobre los resultados de la revolución liberal, algo que era compartido por más personas en la época, puesto que con la llegada al poder de la coalición liberal, no duró mucho la unidad y los resquebrajamientos empezaron a presentarse dentro de los integrantes y las personas que simpatizaban con la causa. Por su parte, a Isaac le gustaba distinguir dentro de su postura entre el caudillo (Eloy Alfaro), el partido (Partido Liberal Radical), y la filosofía política (liberalismo). En el primer caso, prefería la alternancia al caudillismo, respecto al segundo se mostraba crítico y práctico con los resultados de la implementación de las ideas liberales en la sociedad. En cuanto al tercero, desde sus inicios en 1911 al publicar la biografía sobre Rocafuerte, se identificó siempre con el liberalismo.

### Fallecimiento
No fue una persona con muchos recursos y viajó poco, concentrando su actividad en Ecuador. Soñaba con ir a Atenas, aunque no lo logró. Isaac murió el 29 de junio de 1970 a los ochenta y seis años por insuficiencia cardiaca. Fue un gran promotor de la cultura y un hombre ejemplar. Después de su muerte, sus hijos publicaron nuevamente siete libros suyos en su memoria.
De él se recuerda su famosa frase pronunciada cuando joven, frente a la muerte de su padre, y cumplida cuando viejo, resumiendo toda su vida: “Mi padre labró la tierra, yo la canto.”

## Afiliaciones institucionales
Durante su vida fue miembro de importantes instituciones históricas y culturales:
- Academia Nacional de Historia de Ecuador (1915)
- Fundador del Instituto Cultural Ecuatoriano
- Miembro de la Sociedad Jurídico Literaria
- Vicepresidente de la Cruz Roja Ecuatoriana
- Decano de Filosofía y Letras en la Universidad Central
- Miembro del Grupo América (1931)
- Academia Ecuatoriana de la Lengua (1933)
- Editorialista de El Comercio (1934)
- Academia Mexicana de la Lengua (1955)
- Casa de la Cultura Ecuatoriana (1955)
- Miembro Nacional del Instituto Panamericano de Geografía e Historia

Además fue clave en la publicación de varias revistas literarias, boletines históricos y artículos periodísticos:
- Articulista en el diario La República en sus primeros años
- Articulista del diario El Comercio durante sesenta años
- Director de la revista de literatura modernista "Letras" (1913-1919)
- Boletín de la Academia Nacional de Historia

## Legado
Fue un escritor prolífico que a través de sus estudios literarios influyó en la vida cultural de Ecuador después de la revolución liberal. De sus veinticuatro publicaciones principales, más de la mitad las dedicó a la literatura de su país, lo que le convirtió en el pionero de la historia literaria. Esto ya que antes de él, la literatura había sido estudiado de manera parcial y los principales libros que existían eran simplemente el Ensayo sobre Literatura Ecuatoriana (1860) de Pablo Herrera, la Ojeada histórico crítica de la poesía ecuatoriana (1893) de Juan León Mera y Panorama de Literatura Ecuatoriana (1936), de Augusto Arias Robalino. Las tres publicaciones, en realidad antologías, fueron a su vez superadas por los estudios de Barrera en cuatro tomos que publicó en la década de los cincuenta. Su legado sería expandido por el crítico literario e historiador Rodríguez Castelo en los años posteriores.
Además de esto también dedicó importantes estudios a la literatura universal. El libro que dedicaría a Albert Samaín sobre la influencia francesa destacó, al igual que su estudio sobre Giovanni Papini que lo convertiría en el pionero de su literatura en Ecuador. Sus constantes cátedras sobre el Siglo de Oro español los plasmaría en el libro "Estudios de literatura castellana". Además colaboró con el instituto de cultura de la Universidad de Buenos Aires para escribir la literatura de Ecuador como parte de la colección de "Las literaturas americanas", siendo el crítico literario de referencia de su país. Ante su muerte, el sociólogo Pío Jaramillo Alvarado se pronunciaría de la siguiente manera:

Don Isaac me honró con benévola amistad, no obstante que nos separaban dos desniveles y formal discordancia ideológica. El primer desnivel, una generación en la edad, advertido por mí, más no por el maestro, para quien las generaciones se hermanaban y colaboraban, como ya lo anotara el admirable y malogrado humanista, Padre Sánchez Astudillo. El segundo desnivel, la extensión y densidad de la cultura, inmensurables en favor del polígrafo que tan amplias fueron su comprensión y tolerancia, su respeto a la libertad, que al intercambiar opiniones sobre múltiples acontecimientos nacionales y locales de Otavalo, nunca entró en el dédalo de la filosofía ni rozó con la más leve alusión a mi acuartelamiento político contrapuesto al suyo. Estas causales, que podían haber explicado cierto distanciamiento, nada significaron ante el hecho incontrovertible de tener en común un nexo íntimo, irreversible: la imagen sagrada de nuestra tierra nativa levantándose armónica y radiosamente en su corazón y en el mío.
Pío Jaramillo Alvarado - Homenaje

El padre Miguel Sánchez Astudillo resumiría la vida de Barrera, siempre ocupado, prolífico y lleno de responsabilidades:

Una de las cosas que más impresionan en D. Isaac Barrera es la fusión de sus atributos literarios con sus virtudes humanas ... " Este intelectual nuestro no sólo era hombre capaz de hacer lo imposible en el campo de su específica actividad, como lo demostró al escribir la "Historia de la Literatura Ecuatoriana", cortada en 1955, mientras atendía a sus lecciones de cátedra en el Colegio "Mejía" y en la Universidad Central, participaba de las sesiones y más trabajos de las Academias de la Lengua y de la Historia, y dirigía el Boletín de esta institución; publicaba decenas de ensayos históricos, escribía la información cultural de "El Comercio", y desempeñaba tal o cual función pública a pesar del retraimiento que demostró para este tipo de servicio; sino también fue persona de nobles y delicados sentimientos, muy lleno de afectos no sólo para su familia sino para su hermosa tierra nativa, fresca y hospitalaria, hecha para recibir el beso de la luz y el halago de la admiración que despierta en quienes la contemplan.
Miguel Sánchez Astudillo - Sobre Isaac J. Barrera

Su obra ligaba de manera permanente la historia con la literatura y sus esfuerzos, atravesando muchas dificultades vitales,  fueron destinados a mejorar las letras de su país, tarea que justificaba con la frase "La fuerza de las naciones reside en la moral de los pueblos. Inculcarla es salvarla". Sobre su vida como autodidacta y su relación con los libros lo resumiría en la frase:

Cada libro es una época, un motivo político o una actitud espiritual; y entonces los libros son las piedras miliares que marcan el andar del pueblo [...] Además, el libro es la más bella y más valiosa adquisición del hombre moderno. Si la imprenta fue el arma o la armadura más eficaz para la protección de los hombres, los libros ejercitan un magisterio, por medio del deleite, como aconsejan los pedagogos clásicos. El individuo que se acostumbra a la lectura de los libros va refinándose en todo sentido: su mente se enriquece, su sensibilidad se afina; afluyen los conocimientos y la bastedad social se convierte en distinción. [...] La historia del libro es la historia del pensamiento y la historia de quienes escribieron para formar libros en una nación, será el proceso de su vida en lo que tiene de más esencial e importante.
Isaac J. Barrera

## Obras

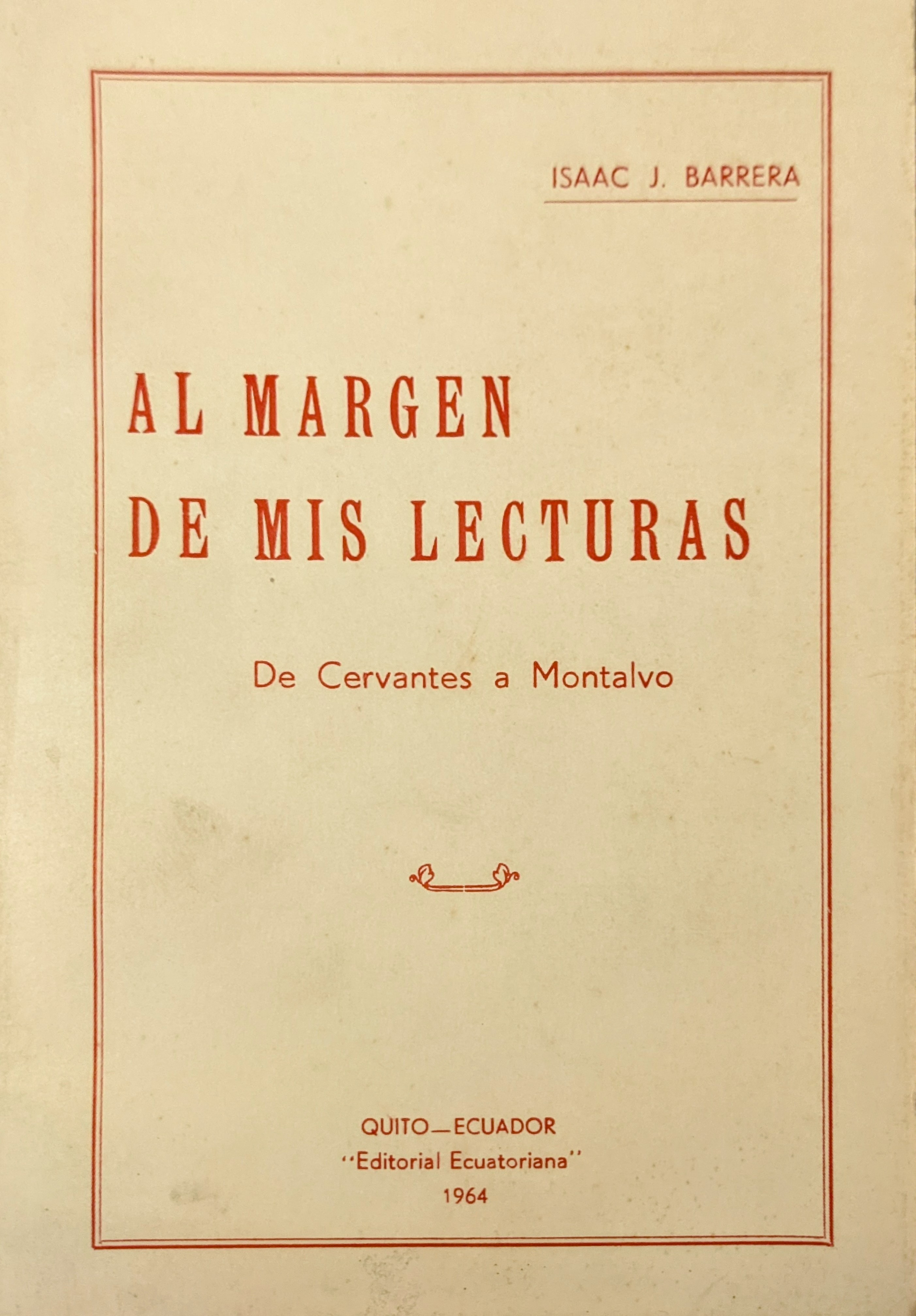
Al margen de mis lecturas, de Cervantes a Montalvo. Ensayos recopilados de Isaac J. Barrera en la etapa final de su vida.

### Historia
- Rocafuerte, biografía (Quito, 1911), 206 p.
- Centenario de la batalla de Pichincha (Quito, 1922), 146 p.
- Quito colonial. Siglo XVIII comienzos del siglo XIX (Quito, 1922), 497 p.
- Simón Bolívar. Libertador y creador de pueblos (Quito, 1930), 102 p.
- Próceres de la patria: lecturas biográficas (Quito, 1939), 180 p.
- Historiografía del Ecuador (México, 1956), 124 p.
- De nuestra América: hombres y cosas de la república del Ecuador (Quito, 1956), 164 p.
- Ensayo de interpretación histórica del 10 de agosto de 1809 (Quito, 1959), 204 p.

### Crítica literaria
- Literatura ecuatoriana. Apuntaciones históricas (Quito, 1924), 153 p.
- Libro de lecturas, el arielismo, la patria, la raza y América (Quito, 1928) 351 p.
- Albert Samaín, o la influencia francesa en la literatura ecuatoriana (1929), 100 p.
- Literatura Hispanoamericana (1934), 459 p.
- Estudios de literatura castellana. El Siglo de Oro (Quito, 1935), 404 p.
- Los grandes maestros de la literatura universal (Quito, 1935), 400 p.
- La literatura del Ecuador, parte de "Las literaturas americanas" (Buenos Aires, 1947), 173 p.
- Historia de la literatura ecuatoriana, cuatro tomos (Quito, 1953-1955), 1316 p.
- Al margen de mis lecturas de Cervantes a Montalvo (1964), 310 p.

### Ensayos
Temas literarios:
- Dos escritores italianos modernos Giovani Papini y Guido da Verona (1923), 31 p.
- Tres estudios literarios. Goethe, Montalvo, Mera (1932), 64 p.
- Remigio Crespo Toral (1939), 12 p.
- Juan Montalvo (1953), 70 p.
- Consideraciones sobre el concepto literario (Quito, 1959)
- Un soneto famoso y discutido de Miguel de Guevara (1953), 32 p.
- La curarina, libro raro y curioso, sobre Juan Bautista Pérez y Soto (1962)
- Estudios sobre modernismo literario, de la Revista "Letras" (Quito, 1971), 83 p.
- Unidad y pureza de la lengua en España y América (Quito, 1972)

Temas históricos:
- Epistolario de Montalvo (Quito, 1927), 28 p.
- El Obispo Cuero y Caicedo (1937), 27 p.
- La Prehistoria Ecuatoriana (1938)
- La Prensa en el Ecuador (Quito, 1955), 83 p.
- Estudio sobre Federico González Suárez y Pedro Fermín Cevallos (1968), 71 p.
- El Ecuador en el siglo XIX (1960), 16 p.
- Tres historiadores ecuatorianos (Caracas, 1976), 51 p.

### Literatura
- Historia relatada por Pierrot, comedia en un acto (1913)
- La melancolía de una tarde, novela corta (1914), 28 p.
- El dolor de soñar, novela corta (Quito, 1924), 38 p.
- Poesía (Quito, 1973)

### Otros
- Del vivir. Reflexiones de juventud (Quito, 1972), 44 p.
- Artículos del Diario El Comercio (1934-1970)
- Correspondencia, dos tomos (Quito, 1981)